# Grimmareds kyrka
Grimmareds kyrka är en kyrkobyggnad i Veddige i Varbergs kommun. Den tillhör sedan 2012 Veddige-Kungsäters församling (åren 2006-2012 Kungsäters församling och tidigare Grimmareds församling) i Göteborgs stift.

## Kyrkobyggnaden
Stenkyrkan består av ett rektangulärt långhus med tresidigt korparti, en vidbyggd sakristia i norr samt ett kyrktorn i väster. Huvudingången går via vapenhuset i tornets bottenvåning och en till ingång går till korpartiet i sydost. Av den äldsta stenkyrkan, som sannolikt uppfördes under äldre medeltiden, återstår ännu betydande delar i det befintliga långhusets västra del. Det ursprungliga koret ersattes 1803 med ett korparti lika brett som långhuset. 1811-1813 uppfördes kyrktornet vid västra sidan. Renovering av kyrkan företogs 1938. År 1959 tillbyggdes en sakristia åt norr i anslutning till koret. Exteriören har efter ombyggnaderna i början på 1800-talet enkel, nyklassicistisk karaktär. Murarna är vitputsade såväl ut- som invändigt och genombryts av stickbågiga fönsteröppningar. Kyrkorummets tak har ett tunnvalv av trä med profilerad taklist. Den fasta inredningen präglas framförallt av altaruppsats och predikstol, förvärvade under 1800-talets andra hälft och av tidstypisk utformning. I samband med restaureringen 1959 tillkom sakristian.

## Dekormålningar
Taket hade tidigare dekorationer målade någon gång under tiden 1730-1764 av Ditlof Ross. De förstördes då man 1862 lade in ett nytt tak. Bevarade är dock läktarbröstningens apostlaserie målad Ross vid samma tid.

## Inventarier
- I koret står en dopfunt av trä med åtta sidor och ett kraftigt profilerat listverk vid basen. Cuppan är dekorerad.
- I vapenhusets sydöstra hörn står ännu en dopfunt som är från 1500-talet och är utskuren ur en stock. Funten är kraftfullt marmorerad med mörkt grönblå-grå.
- Från 1500-talet härstammar även ett dopfat av mässing.
- Predikstol sattes in 1862 och är tillverkad av Johannes Johansson i Mjöbäck.
- Altaruppsatsen är från 1879 och består av ett kors med mantel och törnekrona.

### Klockor
- Storklockan är gjuten 1821 av Th, Fries, Jönköping. Diameter: 100,5 cm. Vikt: 665 kg.
- Lillklockan göts 1796 av J. Björkman, Göteborg. Den har en diameter på 72 cm och väger 235 kg.

### Orgel
En orgel tillverkades 1955 av Liareds orgelbyggeri. Den ersattes 2006 en ny orgel byggd av Ernst Henrich Burgmann.